# Ерік Фріберг
Ерік Фріберг (швед. Erik Friberg, нар. 10 лютого 1986, Ліндоме, Швеція) — шведський футболіст, центральний півзахисник клубу «Геккен».

## Ігрова кар'єра

### Початок
Ерік Фріберг народився у містечку Ліндоме, що поблизу Гетеборга. Першим клубом футболіста була «Вестра Френлунда» з цього ж міста. Згодом Фріберг перебрався до складу клуба «Геккен», з яким встиг відзначитися у матчах Ліги Європи.
У грудні 2010 року стало відомо, що футболіст уклав угоду з клубом МЛС «Сіетл Саундерз».

### «Мальме»
Але вже за рік Фріберг повернувся до Швеції, де підписав контракт до кінця сезону 2014 року з клубом «Мальме». За два роки своєю грою Фріберг допоміг команді виграти Аллсвенскан. А вже у січні 2014 року півзахисник перейшов до складу італійської «Болоньї».

### «Болонья», «Есб'єрг»
У складі італійського клубу Фріберг зіграв тільки сім матчів, а другу половину сезону 2014/15 він провів у Данії, де захищав кольори команди «Есб'єрг».

### Повернення до «Сіетл Саундерз»
Влітку 2015 року Фріберг знову повернувся до США до свого колишнього клубу — «Сіетл Саундерз». У наступному — 2016 році зігравши у МЛС тридцять матчів, Фріберг допоміг команді виграти Кубок МЛС.

### «Геккен»
У 2017 році Фріберг повернувся до свого рідного міста і уклав угоду з клубом Аллсвенскан — «Геккеном».

## Збірна
У січні 2012 року Ерік Фріберг провів два матчі у складі національної збірної Швеції. Дебют футболіста припав на товариський поєдинок проти команди Бахрейну.

## Досягнення
Мальме
- Чемпіон Швеції: 2013
- Переможець Суперкубка Швеції: 2013

Сіетл Саундерз
- Переможець Кубка МЛС: 2016

Геккен
- Чемпіон Швеції: 2022